# Louis Gurlitt

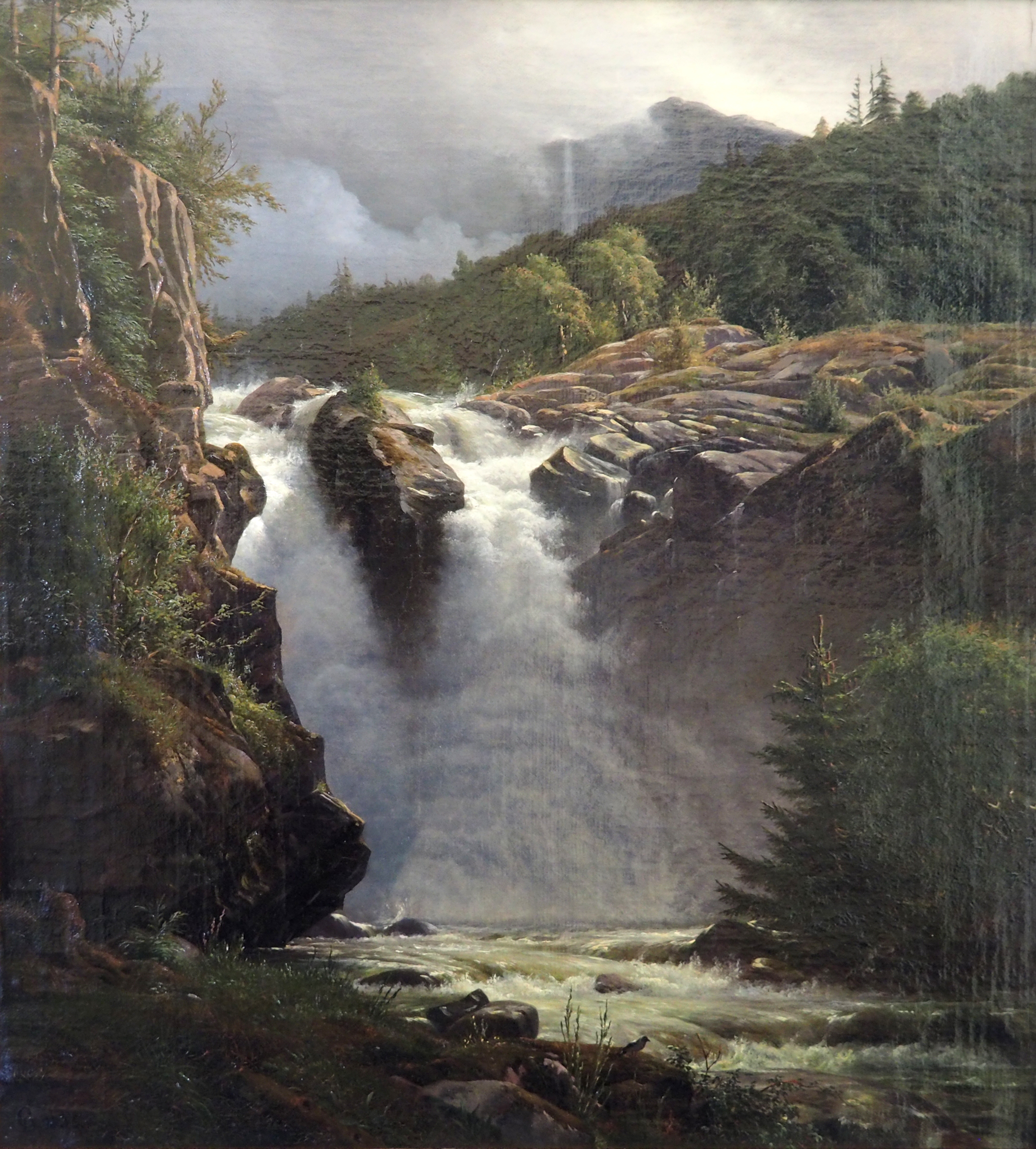
Norvég vízesés, 1835

Heinrich Louis Theodor Gurlitt (Altona (ma Hamburg része), 1812. március 8. – Naundorf, 1897. szeptember 19.) német festő.

## Élete
Hamburgban Bendixben tanítványa volt, azután Münchenben, majd Koppenhágában tanult és hosszú utazásokat tett Norvégiában, Svédországban és Jütlandban. Düsseldorfba menvén, föltünést keltett egy jütlandi pusztát ábrázoló tájképével, mely a természetnek akkor szinte páratlan egyszerű, keresetlen fölfogásáról tanuskodott. Ezt az irányt folytatta Münchenben is, ahova 1836-ban költözött. 1843-ban visszatért Düsseldorfba és utazásainak hatása alatt már olaszországi tájképeket is festett, de szintén eredeti, realista modorában. 1852-től 1859-ig tanulmányutat tett Olaszországban, Dalmáciában, Magyarországon és Görögországban.
Legjelesebb művei: A krissaei sikság Görögországban; Sikság Tébe mellett; A római Campagna; Tájkép az albai hegységből (berlini nemzeti képtár); A Nemi tó; A Szabin-hegység; Busaco Kolostor Portugáliában (drezdai képtár); Bükkerdő a plöni tó mellett; A Keller-tó Holsteinban, stb.